# Basketligaen Norge 2001-2002
La Basketball Ligaen Norge 2001-2002 è stata la 35ª edizione del massimo campionato norvegese di pallacanestro maschile. La vittoria finale è stata appannaggio degli Asker Aliens.

## Risultati

### Stagione regolare
|     | Squadra              | G  | V  | P  | PF | PS | Pt. | Qualificazione |
| --- | -------------------- | -- | -- | -- | -- | -- | --- | -------------- |
| 1.  | Oslo Kings           | 18 | 15 | 3  |    |    | 30  | playoff        |
| 2.  | Asker Aliens         | 18 | 15 | 3  |    |    | 30  | playoff        |
| 3.  | Ulriken Eagles       | 18 | 14 | 4  |    |    | 28  | playoff        |
| 4.  | Kongsberg Penguins   | 18 | 12 | 6  |    |    | 24  | playoff        |
| 5.  | Tromsø Storm         | 18 | 8  | 10 |    |    | 16  |                |
| 6.  | Centrum Tigers       | 18 | 7  | 11 |    |    | 14  |                |
| 7.  | Bærum Verk Jets      | 18 | 7  | 11 |    |    | 14  |                |
| 8.  | Bergen Bulldogs      | 18 | 7  | 11 |    |    | 14  |                |
| 9.  | Kristiansand Pirates | 18 | 4  | 14 |    |    | 8   |                |
| 10. | Harstad Vikings      | 18 | 1  | 17 |    |    | 2   |                |

### Playoff
| Basketligaen Norge 2001-2002 |
| ---------------------------- |
| Asker Aliens 5º titolo       |